# Tellururo di zinco
Il tellururo di zinco è un composto chimico binario con la formula ZnTe. Questo solido è un materiale semiconduttore con una banda proibita diretta di 2,26 eV.; di solito è un semiconduttore di tipo p. La sua struttura cristallina è cubica, come quella della sfalerite e del diamante.

## Proprietà

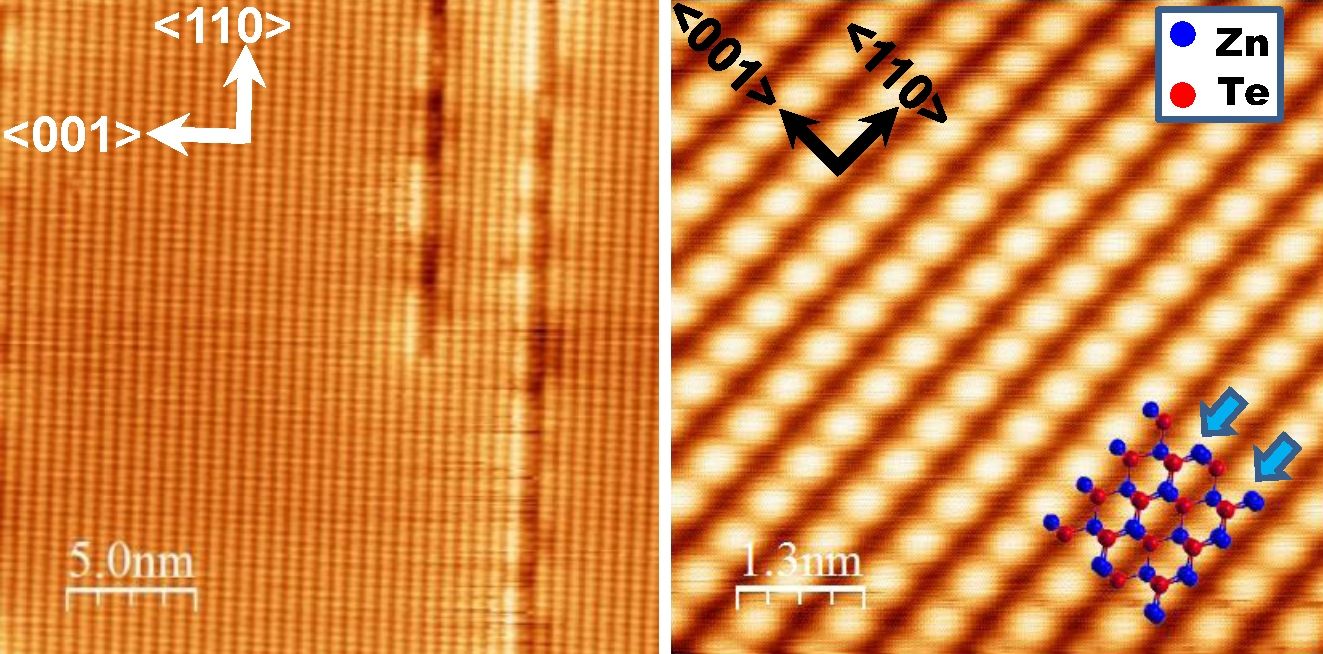
Immagini STM della superficie ZnTe(110), prese a diverse risoluzioni e rotazione del campione, insieme al suo modello atomico.

Il tellururo di zinco ha l'aspetto di polvere grigia o rosso-brunastra, o cristalli rosso rubino quando raffinato per sublimazione. Il tellururo di zinco aveva tipicamente una struttura cristallina cubica (sfalerite, o "zincblenda"), ma può anche essere preparato come cristalli di salgemma o come cristalli esagonali (struttura tipo wurtzite). Irradiato da un forte raggio ottico brucia in presenza di ossigeno. La sua costante reticolare è di 0,6101 nm, che gli consente di essere coltivato con o su antimoniuro di alluminio, antimoniuro di gallio, arseniuro di indio e seleniuro di piombo. Con un certo disadattamento reticolare, può anche essere coltivato su altri substrati come arseniuro di gallio (GaAs), e può essere coltivato in forma policristallina (o nanocristallina) a film sottile su substrati come il vetro, ad esempio, nella produzione di sottili celle solari a pellicola. Nella struttura cristallina della wurtzite (esagonale), ha parametri reticolari a = 0,427 nm e c = 0,699 nm.

## Applicazioni

### Optoelettronica
Il tellururo di zinco può essere facilmente drogato, e per questo motivo è uno dei materiali semiconduttori più comuni utilizzati in optoelettronica. Il tellururo di zinco è importante per lo sviluppo di vari dispositivi a semiconduttore, inclusi LED blu, diodi laser, celle solari e componenti di generatori di microonde. Può essere utilizzato come materiale semiconduttore di tipo p per una struttura CdTe/ZnTe o in strutture a diodi PIN.
Il materiale può essere utilizzato anche come componente di composti semiconduttori ternari, quali {\displaystyle {\ce {Cd_{x}Zn_{(1-x)}Te}}} (concettualmente una miscela composta dai terminali di tellururo di zinco e tellururo di cadmio), che possono essere realizzati con una composizione variabile {\displaystyle x} per consentire una banda proibita ottica da regolare a piacimento.

### Ottica non lineare
Il tellururo di zinco insieme al niobato di litio viene spesso utilizzato per la generazione di radiazioni terahertz pulsate nella spettroscopia terahertz nel dominio del tempo e nell'imaging terahertz. Quando un cristallo di tale materiale è sottoposto a un impulso luminoso ad alta intensità della durata di subpicosecondi, emette un impulso di frequenza terahertz attraverso un processo ottico non lineare chiamato rettifica ottica. Al contrario, sottoporre un cristallo di tellururo di zinco a radiazioni terahertz mostra birifrangenza ottica e modifica la polarizzazione di una luce trasmittente, rendendolo un rivelatore elettro-ottico.
Il tellururo di zinco drogato con vanadio, "ZnTe:V", è un materiale fotorifrattivo ottico non lineare di possibile utilizzo nella protezione di sensori a lunghezze d'onda visibili. I limitatori ottici ZnTe:V sono leggeri e compatti, senza complicate ottiche dei limitatori convenzionali. ZnTe:V può bloccare un raggio di disturbo ad alta intensità da un abbagliatore laser, pur passando l'immagine a bassa intensità della scena osservata. Può essere utilizzato anche nell'interferometria olografica, nelle interconnessioni ottiche riconfigurabili e nei dispositivi di coniugazione di fase ottica laser. Offre prestazioni fotorefattive superiori a lunghezze d'onda comprese tra 600 e 1300 nm, rispetto ad altri semiconduttori composti III-V e II-VI. Aggiungendo manganese come drogante aggiuntivo (ZnTe:V:Mn), la sua resa fotorifrattiva può essere notevolmente aumentata.